# سيبيفيل
سيبيفيل (بالفرنسية: Sibiville)‏ هي بلدية تقع في إقليم باد كاليه من منطقة نور با دو كاليه في شمال فرنسا. تبلغ مساحة هذه المدينة 7.35 (كم²)، وترتفع عن سطح البحر 117 م، يبلغ عدد سكانها 99 نسمة حسب إحصاء المعهد الوطني للإحصاء والدراسات الاقتصادية سنة 2009 م. وترأس Raymond Quentin البلدية خلال فترة (2008-2014).